# Festuca maroccana
Festuca maroccana là một loài thực vật có hoa trong họ Hòa thảo. Loài này được Trab. mô tả khoa học đầu tiên năm 1895.